# Handeloh
Handeloh (anciennement: Handorf) est une commune de Basse-Saxe dans l'Arrondissement de Harburg.

## Géographie

### Quartiers
- Handeloh, Höckel, Inzmühlen, Wörme.